# Zimming
Zimming (fràncic lorenès Zéming) és un municipi francès situat al departament del Mosel·la i a la regió del Gran Est. L'any 2007 tenia 628 habitants.

## Demografia

### Població
El 2007 la població de fet de Zimming era de 628 persones. Hi havia 226 famílies, de les quals 44 eren unipersonals (16 homes vivint sols i 28 dones vivint soles), 75 parelles sense fills, 95 parelles amb fills i 12 famílies monoparentals amb fills.
La població ha evolucionat segons el següent gràfic:
Habitants censats

### Habitatges
El 2007 hi havia 254 habitatges, 239 eren l'habitatge principal de la família, 3 eren segones residències i 12 estaven desocupats. 216 eren cases i 36 eren apartaments. Dels 239 habitatges principals, 174 estaven ocupats pels seus propietaris, 57 estaven llogats i ocupats pels llogaters i 8 estaven cedits a títol gratuït; 1 tenia una cambra, 6 en tenien dues, 27 en tenien tres, 64 en tenien quatre i 141 en tenien cinc o més. 219 habitatges disposaven pel capbaix d'una plaça de pàrquing. A 109 habitatges hi havia un automòbil i a 112 n'hi havia dos o més.

### Piràmide de població
La piràmide de població per edats i sexe el 2009 era:
| Homes | Edats   | Dones |
| ----- | ------- | ----- |
| 0     | 95 o +  | 0     |
| 4     | 90 a 94 | 0     |
| 4     | 85 a 89 | 4     |
| 4     | 80 a 84 | 4     |
| 8     | 75 a 79 | 16    |
| 20    | 70 a 74 | 12    |
| 0     | 65 a 69 | 16    |
| 4     | 60 a 64 | 4     |
| 8     | 55 a 59 | 12    |
| 24    | 50 a 54 | 20    |
| 24    | 45 a 49 | 20    |
| 28    | 40 a 44 | 32    |
| 20    | 35 a 39 | 8     |
| 28    | 30 a 34 | 28    |
| 16    | 25 a 29 | 32    |
| 32    | 20 a 24 | 40    |
| 8     | 15 a 19 | 28    |
| 36    | 10 a 14 | 4     |
| 20    | 5 a 9   | 4     |
| 32    | 0 a 4   | 16    |

## Economia
El 2007 la població en edat de treballar era de 441 persones, 305 eren actives i 136 eren inactives. De les 305 persones actives 262 estaven ocupades (150 homes i 112 dones) i 43 estaven aturades (15 homes i 28 dones). De les 136 persones inactives 36 estaven jubilades, 39 estaven estudiant i 61 estaven classificades com a «altres inactius».

### Ingressos
El 2009 a Zimming hi havia 254 unitats fiscals que integraven 663 persones, la mediana anual d'ingressos fiscals per persona era de 15.674 €.

### Activitats econòmiques
Dels 15 establiments que hi havia el 2007, 1 era d'una empresa de fabricació d'altres productes industrials, 6 d'empreses de construcció, 3 d'empreses de comerç i reparació d'automòbils, 2 d'empreses d'informació i comunicació, 2 d'empreses de serveis i 1 d'una empresa classificada com a «altres activitats de serveis».
Dels 7 establiments de servei als particulars que hi havia el 2009, 1 era una gendarmeria, 2 guixaires pintors, 3 fusteries i 1 electricista.

## Equipaments sanitaris i escolars
El 2009 hi havia una escola elemental.

## Poblacions més properes
El següent diagrama mostra les poblacions més properes.